# Saint-Jean-sur-Couesnon
Saint-Jean-sur-Couesnon is een plaats en voormalige gemeente in het Franse departement Ille-et-Vilaine in de regio Bretagne en telt 987 inwoners (2004). De plaats maakt deel uit van het arrondissement Fougères-Vitré.

## Geschiedenis
Saint-Jean-sur-Couesnon is op 1 januari 2019 gefuseerd met de gemeenten Saint-Georges-de-Chesné, Saint-Marc-sur-Couesnon en Vendel tot de gemeente Rives-du-Couesnon. 

## Geografie
De oppervlakte van Saint-Jean-sur-Couesnon bedraagt 18,2 km², de bevolkingsdichtheid is 54,2 inwoners per km².
De onderstaande kaart toont de ligging van Saint-Jean-sur-Couesnon met de belangrijkste infrastructuur en aangrenzende gemeenten.

## Demografie
Onderstaande figuur toont het verloop van het inwonertal (bron: INSEE-tellingen).

Saint-Georges-de-Chesné · Saint-Jean-sur-Couesnon · Saint-Marc-sur-Couesnon · Vendel